# Vigilius wellesi
Il vigilio (Vigilius wellesi) è un anfibio estinto, appartenente ai temnospondili. Visse tra il Triassico inferiore e il Triassico medio (Olenekiano/Anisico, circa 247 - 244 milioni di anni fa) e i suoi resti fossili sono stati ritrovati in Nordamerica.

## Descrizione
Questo animale è noto principalmente per un grosso cranio, rinvenuto lungo la strada statale 64 dell'Arizona, nei pressi del Grand Canyon. Il cranio era di forma semicircolare, con un muso molto corto e due grandi orbite. Il cranio era piatto ed è probabile che gli occhi fossero sporgenti. Paragonando i fossili con quelli di animali simili, si suppone che possedesse un grande corpo piatto e quattro brevi arti.

## Classificazione
L'olotipo di Vigilius wellesi è un cranio, noto con il numero di catalogo UCMP 36199. Il cranio venne ritrovato in uno strato risalente al limite tra il Triassico inferiore e il Triassico medio (Olenekiano - Anisico) della formazione Moenkopi. Il cranio venne descritto nel 1969 da Samuel Welles e Richard Estes, che lo attribuirono a un nuovo genere e a una nuova specie di anfibi temnospondili, Hadrokkosaurus bradyi. L'olotipo di Hadrokkosaurus, tuttavia, era una mandibola isolata, rinvenuta 160 chilometri di distanza. A causa di questa notevole distanza, dell'impossibilità di paragonare i resti con certezza e della notevole differenza di taglia, nel 2000 Anne Warren e Claudia Marsicano suggerirono che i due fossili potessero appartenere a due animali diversi, e assegnarono il cranio a un nuovo genere e a una nuova specie, Vigilius wellesi. Il nome generico deriva dal latino e significa "vigilante", con riferimento alle grandi orbite e al fatto che il cranio fu rinvenuto proprio sopra il Grand Canyon, quasi a esserne il guardiano. Altre ossa rinvenute nel sito sono state attribuite a Vigilius, tra cui un osso pterigoide descritto inizialmente nel 1971 come uno scapolarcoracoide. Altri possibili resti rinvenuti ad ovest di Holbrook (Arizona).

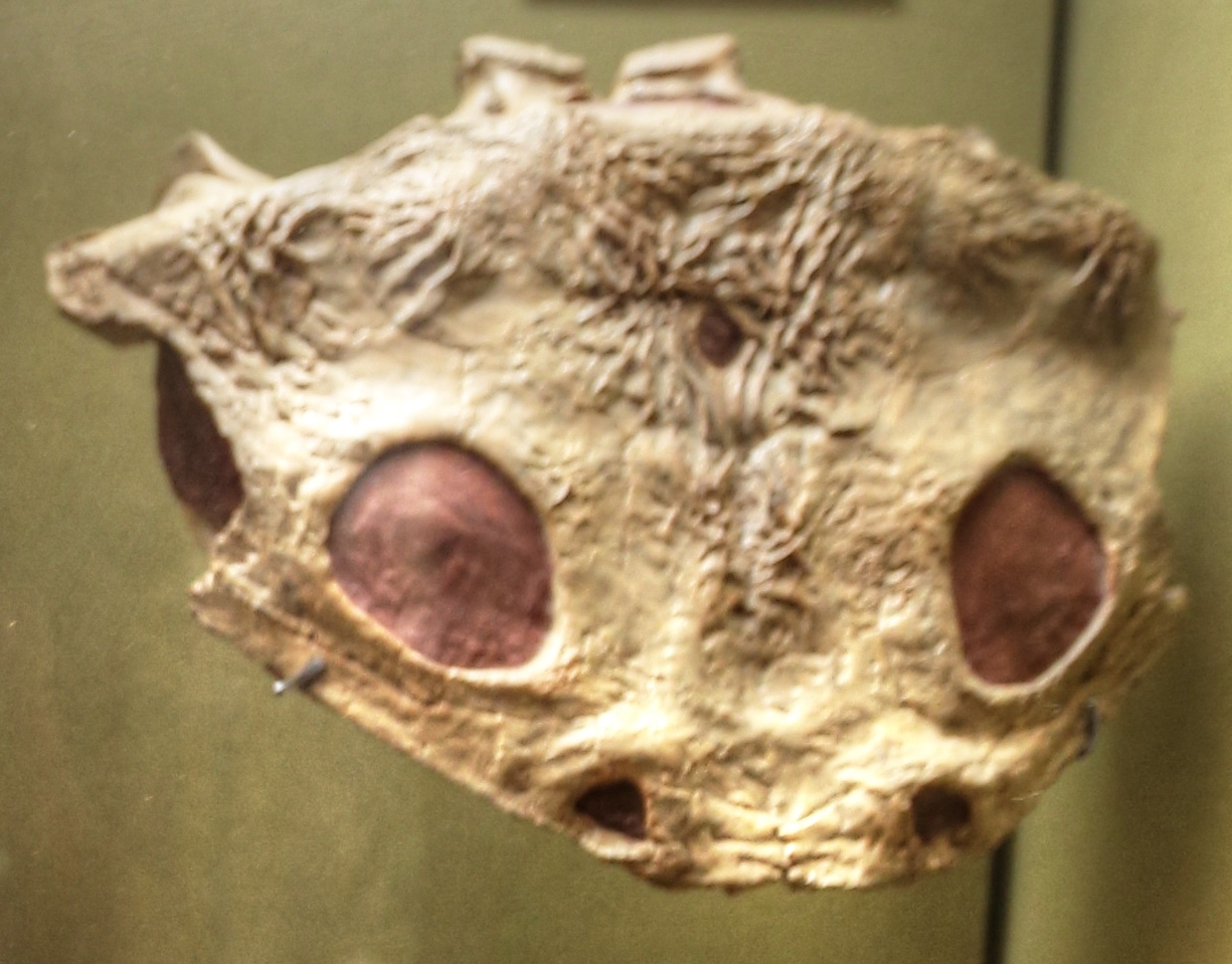
Cranio di Vigilius wellesi

Il materiale ora assegnato a Vigilius fu inizialmente attribuito ai brachiopoidi, un gruppo di anfibi temnospondili caratterizzati da un cranio piatto e arrotondato. L'analisi filogenetica di Warren e Marsicano, condotta su numerosi brachiopoidi, ha incluso Vigilius nella famiglia Brachyopidae. Lo stesso studio, inoltre, non considera i brachiopidi strettamente imparentati ai chigutisauridi (come invece sono solitamente considerati), ma piuttosto come membri del gruppo degli dvinosauri.